# 五芳斋霉粽子事件
五芳斋霉粽子事件是南京孕妇食用五芳斋粽子之后，出现呕吐，腹泻等一系列症状，导致胎儿流产的食品安全事件。

## 事件过程
2011年5月12日，南京的骆先生购买了五芳斋 (嘉兴)在南京市中华路水游城北京华联综合超市销售的名为“一口鲜肉”的五芳斋速冻粽子。5月13日，有两个月左右身孕的骆太太食用丈夫购买来的五芳斋粽子后，当日下午开始出现了身体不适呕吐，腹泻等一系列症状。骆先生在发现还未食用的粽子大多都有霉变情况后于14日至超市交涉，在协商下超市回收了问题粽子，并向骆先生赔了五盒粽子。可骆先生回到家后打开粽子发现还是有霉变现象。又再次回到超市交涉，在双方协商未果的情况下超市工作人员试图抢走他手里的粽子。当天，骆太太还是伴有呕吐，腹泻情况下，还发现有流产症状，到医院检查，医生确定腹中胎儿已经流产。医院方面称，食用霉变食品是导致腹泻的原因之一，而孕妇怀孕两到三个月腹泻非常危险。

## 事件调查
2011年5月18日，在南京市白下区工商局介入调查下，得知在南京销售的五芳斋粽子是由该公司在浙江嘉兴總部工廠生產的，从嘉兴到南京，包括南京的分公司，都有相应的冷藏车辆运输与冷库。但发生此次事故的原因有以下两点。
1. 虽然粽子生产地至南京的分公司都配有冷冻车辆与冷库，但是在南京分公司到销售网点之间未采用冷藏车辆作运输，而是使用了常温车辆作运输，从而造成粽子在冷热交替中产生变质。
2. 超市在销售冷冻食品时，由于冷藏环境，冷藏设备等因素，没有达到粽子的冷藏条件，而导致粽子的变质。